# Aram Haciaturian
Aram Ilici Haciaturian (n. 24 mai/6 iunie 1903, Tbilisi, Imperiul Rus – d. 1 mai 1978, Moscova, RSFS Rusă, URSS) a fost un compozitor și dirijor armean.
A compus balete, creații simfonice, sonate, cântece, romanțe, coruri, muzică pentru teatru și film. Printre cele mai cunoscute creații: baletele „Gayane” și „Spartacus”, Simfonia nr. 2, „Concertul pentru vioară și orchestră”, muzica la drama lui Lermontov „Маскарад”.

## Biografie
S-a născut la Tbilisi. La 10 ani începe studiile la colegiul de comerț. De sine stătător, învață să cânte la instrumente aerofone. Participă în orchestra de fanfară. La 15 ani pentru prima oara vizitează teatrul și rămâne impresionat. Tot atunci hotărăște sa devină muzician. La 19 ani susține examenul la Colegiul muzical din Moscova, unde studiază violoncelul, pianul și compoziția. La conservator el compune primele lucrări muzicale (1929-1934), iar „Simfonia nr.1” va fi lucrarea sa de diplomă. În scurt timp intră la aspirantură.

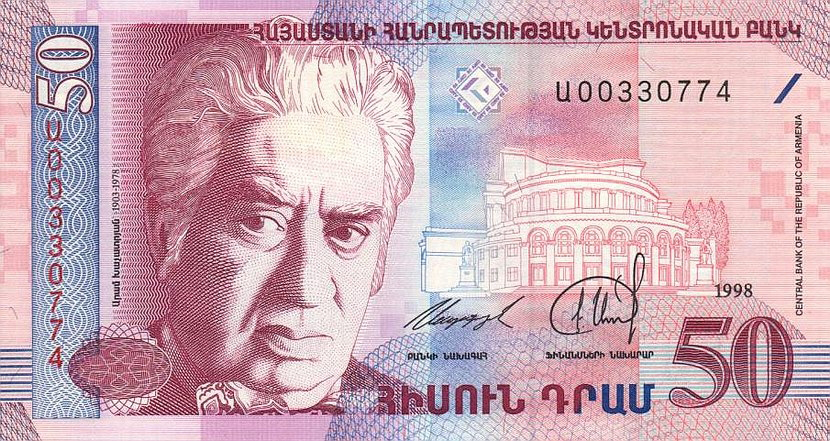
Haciaturian pe o bancnotă din 1998

Printre primele sale creații se numără: baletul „Fericirea”, „Concertul pentru pian”. „Concertul pentru vioară”, muzica la drama „Bal mascat”. În anii de război compune un șir de cântece patriotice, marșuri pentru orchestra de fanfare, baletul „Gayaneh”(cu premiera în 1942). Tot atunci compune „Simfonia nr. 2” numită și „Simfonia cu clopot”, în care sunt redate suferințele oamenilor în anii de război. În anii ’50–’60 începe cariera de dirijor, apoi de profesor la Conservatorul din Moscova. Concertează în țară și peste hotare. În 1954, înființează baletul „Spartacus” (cu premiera în 1956 la Leningrad). În 1960 compune 4 suite orchestrale în care sunt incluse numerele din balet. În anii ’60–’70 compune 3 sonate, și 3 concerte-rapsodii: unul pentru vioară și orchestră, altul pentru violoncel și orchestră, și celălalt pentru pian și orchestră.
Aram Haciaturian a fost laureat al Premiului Lenin (1959) și al Premiului Stalin în anii 1941, 1943, 1946, 1950 și 1971.

## Compoziții renumite
Cu siguranță, cea mai faimoasă piesă a lui Haciaturian este Dansul săbiilor din actul al patrulea al baletului Gayane. Celebrul dans este adesea folosit în circ sau în numere magice sau acrobatice, ceea ce l-a făcut legat pe nedrept pe compozitor, de imaginea circului și nu de cea a scenariilor orientale.
O altă piesă foarte faimoasă a compozitorului armean este „Concertul pentru pian și orchestră”, una dintre puținele piese în care este folosit un instrument de nouă generație, flexatonul. Cu o structură clasică, concertul se inspiră mult din opera compozitorului contemporan Serghei Rahmaninov.
De asemenea, renumită este foarte cunoscuta Tocata pentru pian in mi bemol minor (1932), una dintre putinele tocate moderne prezente in repertoriul pianului. Adagioul „Gayane” este folosit de Stanley Kubrick pentru a marca celebra secvență „Jogging on the Discovery spaceship” din capodopera sa 2001: O odisee spațială (film).
Piesă la fel de celebră este și adagio-ul din baletul Spartacus devenit binecunoscut ca muzica de titlu a serialului britanic de televiziune Linia maritimă Onedin (The Onedin Line), precum și muzica de scenă Masquerade. 
Haciaturian a compus și imnul RSS Armene.

## Lucrări

### Balet
- 1939 Fericire (Счастье) – balet în trei acte și un epilog, libretul: Owanesjan-Kimika
- 1942 Gaiane (Гаянэ) – balet în patru acte și un epilog, libretul: K. Dershawin, (1942, revizuit în 1952, 1957)
- 1956 Spartacus (Спартак) – balet în trei acte, libretul: N. Wolkow, (1954, premiera: Leningrad 1956)

### Lucrări orchestrale

#### Suite
- Suita din baletul „Fericire“ Nr.1 – 1939
- Suita din baletul „Fericire“ Nr.2 – 1939
- Suita din baletul „Gayane“ Nr.1 – 1943
- Suita din baletul „Gayane“ Nr.2 – 1943
- Suita din baletul „Gayane“ Nr.3 – 1943
- Suita din muzica de scenă „Mascarada“ – 1943
- Suita din muzica filmului „Bătălia pentru Stalingrad“ – 1949
- Suita din muzica de scenă „Văduva din Valencia“ – 1953
- Suita din muzica de scenă „Lermontow“ – 1953
- Suita din baletul „Spartacus“ Nr.1 – 1955–57
- Suita din baletul „Spartacus“ Nr.2 – 1955–57
- Suita din baletul „Spartacus“ Nr.3 – 1955–57
- Suita din baletul „Spartacus“ Nr.4 – 1967

#### Simfonii
- Suită de dansuri – cinci tablouri, 1933
- Simfonia Nr.1 – 1934
- Două dansuri – 1935
- Suita simfonică – 1938
- Simfonia a II-a „Cu clopote” – 1943, reprelucrată în 1944
- Valsuri coregrafice – 1944
- Fantezie rusă – Transcrierea pentru concert a unei scene din baletul „Fericire”, 1944/45
- Simfonia Nr.3 („Simfonie-Poem“) – într-un tablou pentru orchestră, orgă și 15 trompete, 1947
- Odă in memoriam Lenin – nach der Filmmusik, 1949
- Bătălia de pe Volga – suită simfonică programatică în opt tablouri, 1950
- Poem solemn – 1952

### Lucrări vocal-instrumentale

#### Cor sau voce și orchestră
- Cântecul Așugilor – pentru cor și orchestră, după Bairamov din Tausa, 1937/38
- Poemul simfonic – cu cor final „Cântecul Așugilor“ pentru cor și orchestră, 1938
- Trei arii de concert – penrtru voci înalte și orchestră, după versuri de poeți armeni, 1944–46
- Oda bucuriei – pentru mezzo-soprană, cor mixt, ansamblu unisono de viori, zece harpe și orchestră, după Smirnov, 1956
- Baladă despre patrie – pentru bas și orchestră, după Garnekerian, 1961
- Voi, prieteni arabi – cantată pentru cor și orchestră, 1964
- În memoria eroilor – oratoriu, 1976

#### Muzică pentru piese de teatru (selecție)
piese de teatru
- Vatra ruinată (Разорённый очаг) – 1929–32
- Hatabala (Хатабала) – 1929–32
- Dentistul oriental (Восточный дантист) – 1929–32
- Macbeth de Shakespeare – 1934
- Văduva din Valencia (Валенсианская вдова) de Lope de Vega, 1940
- muzica pentru piesa „Mascarada“ de Lermontov, 1941
- Clopotele Kremlinului de Pogodin, 1942
- Glubokaia razvedka“  (Глубокая разведка) de Korn, 1943

#### Muzică pentru film (selecție)
- 1934 Pepo (Пэпо), regia Amo Bek-Nazarean
- 1938 Zanghezur (Зангезур), regia Amo Bek-Nazarean
- 1939 Salavat Iulaev (Салават Юлаев), regia Iakov Protazanov